# Fidèle Nimubona
Fidèle Nimubona est un footballeur international Burundais, né le 18 février 1989 à Bujumbura. Il joue au poste de milieu offensif droit au Vital’O FC.
Jeune joueur au futur prometteur, Fidèle Nimubona est un milieu de terrain polyvalent aux dribbles déroutants. Par son talent, Fidèle attire très vite les sélectionneurs nationaux juniors puis seniors de l'équipe du Burundi. Depuis lors, c'est un habitué de la sélection.
Né dans le quartier de Cibitoke à (Bujumbura), Fidèle entame sa carrière dans la formation de Gilette en 2000. Il rejoint ensuite  Memissa où il joue durant 4 ans. Il signe en 2006 le Vital’O FC de Bujumbura.